# Alberto di Löwenstein-Schenkenberg
Alberto di Löwenstein-Schenkenberg, chiamato anche Alberto I di Löwenstein, (... – 11 giugno 1304) fu conte di Löwenstein dal 1283 e fondatore, nel 1288, della città di Murrhardt.

## Biografia
Alberto di Löwenstein-Schenkenberg era il figlio maggiore e illegittimo del conte Rodolfo d'Asburgo e accompagnò il padre, che nel frattempo era stato eletto re dei Romani, nella sua campagna contro Ottocaro II nel 1278. I suoi antenati materni furono probabilmente i Freiherren e Schenken di Schenkenberg, con sede nel castello di Schenkenberg nel cantone di Argovia, nella signoria di Schenkenberg (si veda la bibliografia). La sua prima moglie fu Matilde di Württemberg (prima del 1264-† 24 giugno 1284), figlia di Ulrico I il Fondatore, conte di Württemberg (1226-1265), e Matilde di Baden (1225-1258).
Suo padre, il re Rodolfo I, acquistò il 15 agosto 1281 la contea di Löwenstein dal vescovo di Würzburg, Bertoldo di Sternberg e la trasformò in feudo imperiale. Lo donò poi insieme al castello vicino a Wolfsölden al figlio primogenito e illegittimo Alberto di Schenkenberg. Dal 1283 si fece chiamare Alberto conte di Löwenstein e adottò lo stemma degli antichi conti di Calw-Löwenstein, un leone rampante su tre monti. Nel 1284, rimasto vedovo, sposò Luitgarda di Bolanden e acquisì così vasti possedimenti sul Reno, dove soggiornava poi regolarmente in inverno "per il clima mite". Nel 1291 ricevette dal padre anche il castello di Magenheim e la città di Bönnigheim. In una controversia legale intentata contro di lui da Eberardo di Landau sulla base delle pretese ereditarie di sua moglie per la contea di Löwenstein, il re Adolfo di Nassau gli diede ragione. Nel 1298 Alberto di Löwenstein-Schenkenberg combatté con il fratellastro minore Alberto d'Asburgo nella battaglia di Göllheim. La vittoria, la morte di Adolfo di Nassau e la successiva elezione di Alberto I a re dei Romani rafforzarono la sua posizione. Alberto di Löwenstein-Schenkenberg fu sepolto come Vogt nella chiesa dell'abbazia di Murrhardt nella tomba di famiglia appena scelta nel coro orientale "vor unserer frouwen altare".
L'11 novembre 1301, la sua parente Eufemia, Schenkin di Schenkenberg, donò al monastero domenicano a Tulln (Bassa Austria), fondato dal re Rodolfo I d'Asburgo - dove erano sepolti nove figli del fratellastro e re Alberto I che erano morti immediatamente dopo la nascita nella Cappella dell'Epifania - per la salvezza del marito defunto Guglielmo, della figlia Agnese e della nipote Gertrude, entrambe monache lì, una fattoria con i relativi accessori e un Pfenninggülte a Tulln.
La cognata di Alberto, la monaca di Worms Anna di Bolanden († 1320), registrò la data della sua morte nel suo libro di preghiere, oggi conservato presso la Badischen Landesbibliothek di Karlsruhe come Codex Lichtenthal 37.

## Famiglia e figli
La sua prima moglie fu Matilde di Württemberg, figlia di Ulrico I il Fondatore, conte di Württemberg (1226-1265), e Matilde di Baden (1225-1258), con la quale non ebbe figli.
Divento vedovo nel 1284, si sposò in seconde nozze con Luitgarda di Bolanden ed essi ebbero i seguenti figli:
- Filippo di Löwenstein-Schenkenberg († prima del 1310) ∞ Adelaide di Weinsberg;
- Nicola di Löwenstein-Schenkenberg (intorno al 1300-13 marzo 1339, sepolto accanto al padre nel monastero di Murrhardt) ∞ Wiedburg di Wertheim; i loro figli furono Alberto II di Löwenstein ∞ Udelhild di Werdenberg e Rodolfo II di Löwenstein-Schenkenberg;
- Rodolfo di Löwenstein-Schenkenberg (intorno al 1298-intorno al 1332);
- Luitgarda, monaca presso il monastero di Lichtenstern;
- Ita, monaca presso il monastero di Lichtenstern;
- Gerardo di Löwenstein-Schenkenberg (intorno al 1301-1325), canonico a Spira;
- Anna di Löwenstein-Schenkenberg ∞ Ulrico II († 1341), conte di Asperg e Beilstein;
- Alberto II di Löwenstein- Schenkenberg († prima del 25 aprile 1320 a Murrhardt).

Luitgarda successivamente sposò in seconde nozze Rodolfo IV di Baden.